# Giải của Hiệp hội phê bình phim Los Angeles cho nhạc phim hay nhất
Giải của Hiệp hội phê bình phim Los Angeles cho nhạc phim hay nhất là một giải của Hiệp hội phê bình phim Los Angeles dành cho nhạc phim được bầu chọn là hay nhất trong năm. Giải này được lập từ năm 1990.

## Các phim và người đọa giải

### Thập niên 1990
| Năm  | Phim                               | Người sáng tác                           |
| ---- | ---------------------------------- | ---------------------------------------- |
| 1990 | The Sheltering Sky                 | Richard Horowitz & Ryuichi Sakamoto      |
| 1991 | The Double Life of Veronique       | Zbigniew Preisner                        |
| 1991 | At Play in the Fields of the Lord  | Zbigniew Preisner                        |
| 1991 | Europa, Europa                     | Zbigniew Preisner                        |
| 1992 | Damage                             | Zbigniew Preisner                        |
| 1993 | Blue                               | Zbigniew Preisner                        |
| 1993 | The Secret Garden                  | Zbigniew Preisner                        |
| 1993 | Olivier, Olivier                   | Zbigniew Preisner                        |
| 1994 | Ed Wood                            | Howard Shore                             |
| 1995 | A Little Princess                  | Patrick Doyle                            |
| 1996 | Kansas City                        | Hal Willner & The Hey Hey Club Musicians |
| 1997 | Kundun                             | Philip Glass                             |
| 1998 | The Butcher Boy                    | Elliot Goldenthal                        |
| 1999 | South Park: Bigger, Longer & Uncut | Trey Parker và Marc Shaiman              |

### Thập niên 2000
| Năm  | Phim                                                    | Người sáng tác                 |
| ---- | ------------------------------------------------------- | ------------------------------ |
| 2000 | Crouching Tiger, Hidden Dragon (Wo hu cang long)        | Tan Dun                        |
| 2001 | The Lord of the Rings: The Fellowship of the Ring       | Howard Shore                   |
| 2002 | Far from Heaven                                         | Elmer Bernstein                |
| 2003 | The Triplets of Belleville (Les triplets de Belleville) | Benoît Charest                 |
| 2004 | The Incredibles                                         | Michael Giacchino              |
| 2005 | Howl's Moving Castle (Hauru no ugoku shiro)             | Joe Hisaishi & Youmi Kimura    |
| 2006 | The Painted Veil                                        | Alexandre Desplat              |
| 2006 | The Queen                                               | Alexandre Desplat              |
| 2007 | Once                                                    | Glen Hansard & Marketa Irglova |
| 2008 | Slumdog Millionaire                                     | A.R. Rahman                    |